# Zdumiewająco kolosalny człowiek
Zdumiewająco kolosalny człowiek (ang. The Amazing Colossal Man) – amerykański film science fiction z 1957 roku w reżyserii Berta I. Gordona, zrealizowany na podstawie opowiadania science fiction The Nth Man Homera Eona Flinta z 1928 roku.

## Fabuła
W jednostce wojskowej w stanie Nevada planowana jest próbna eksplozja pierwszej bomby plutonowej. Kiedy nie wybucha zgodnie z oczekiwaniami, podpułkownik Glenn Manning otrzymuje rozkaz zatrzymania swoich ludzi w okopach ochronnych. Chwilę później mały samolot rozbija się w pobliżu miejsca detonacji, a Glenn ignoruje zakaz, aby uratować pilota. Bomba jednak wybucha.
Glenn doznaje oparzenia trzeciego stopnia na prawie całym ciele. W szpitalu wojskowym jego narzeczona, Carol Forrest z niepokojem czeka na rokowania, ale leczący go lekarze wojskowi – Linstrom i Coulter nie dają nadziei. Następnego ranka lekarze wojskowi z zaskoczeniem odkrywają, że oparzenia Glenna całkowicie się zagoiły. Spekulują czy ten fenomen nie ma związku z bombą plutonową.
Carol dowiaduje się, że nie może się widywać z Glennem. Otrzymuje informacje, że został przeniesiony do wojskowego centrum rehabilitacji i badań w Summit w stanie Nevada. Dotarłszy z przerażeniem odkrywa, że Glenn urósł do 16 stóp wysokości. Następnego dnia Lindstrom wyjaśnia Carol, że nie chcieli jej niepokoić stanem Glenna, którego komórki, wskutek wystawienia na wybuch plutonu, przestały umierać, a nowe mnożą się w przyspieszonym tempie. To powoduje dzienny wzrost o 8-10 stóp. Przyznaje, że on i Coulter nie wiedzą, czy mogą powstrzymać rozwój Glenna, a jeśli tego nie zrobią, będzie rósł aż do śmierci.
Glenn w majakach przypomina sobie swoją ochotniczą służbę w wojnie koreańskiej i związek z Carol. Wkrótce odkrywa swój stan. Chociaż opinia publiczna wie, że przeżył eksplozję, wojsko utrzymuje prawdę o jego stanie w tajemnicy. Glenn mimo pocieszeń przez Carol nie ma złudzeń, że kiedykolwiek zostaje wyleczony. Co gorsza, jego serce ma problem z ciśnieniem i grozi mu śmierć z uduszenia. Frustracja Glenna rośnie i oskarża innych o sekretne naśmiewanie się.
Gdy lekarze wojskowi odkrywają sposób na powstrzymanie wzrostu u Glenna, ten znika. Wojsko pod wodzą płk-a Hallocka rozpoczyna poszukiwania na szeroką skalę. W końcu Glenn o wzroście ok. 50 stóp zbliża się do Las Vegas i zdezorientowany sieje tam spustoszenie, a następnie kieruje się w stronę Boulder Dam, gdy wojskowe helikoptery śledzą jego ruchy.
Linstrom, Carol i Coulter docierają do Glenna, któremu zostaje podane serum wstrzymujące wzrost w formie gigantycznej szczepionki. Glenn zabija Coultera i podnosi Carol. Słucha błagań Linstroma o oszczędzenie Carol. Gdy ta jest wolna, Hallock nakazuje swoim ludziom otworzyć ogień, powodując, że Glenn wpada do rzeki Kolorado, co prowadzi do jego śmierci.

## Obsada
- Glenn Langan – podpułkownik Glenn Manning
- Cathy Downs – Carol Forrest
- William Hudson – dr Paul Linstrom
- Larry Thor – major dr Eric Coulter
- James Seay – pułkownik Hallock
- Russ Bender – Richard Kingman
- Frank Jenks – kierowca ciężarówki
- June Jocelyn – pielęgniarka
- Harry Raybould – żandarm przy bramie
- Lyn Osborn – sierżant Taylor
- Hank Patterson – Henry
- Stanley Lachman – porucznik Cline
- Keith Hetherington – prezenter wiadomości H. Wells
- William Hughes – oficer kontroli
- Jean Moorhead – kobieta w wannie